# Capivari de Baixo
Capivari de Baixo es un municipio brasileño del estado de Santa Catarina. Tiene una población estimada al 2021 de 25 477 habitantes.

## Etimología
El nombre Capivari de Baixo, viene del tupí-guraní Capivari que significa río de carpinchos, y del portugués de Baixo (de bajo), ya que el municipio se localiza en la parte final del río en São Bonifácio.

## Historia
Antes de la llegada de los colonizares, habitaban el lugar los Carios. Fue en 1721, cuando azorianos, portugueses e italianos colonizaron el actual municipio.
La localidad fue principalmente agrícola hasta 1945 con la creación de la Companhia Siderúrgica Nacional (CSN), que impactó en el aumento de la población.
Capivari fue nombrado distrito de Tubarão en 1987, y emancipado como municipio el 30 de marzo de 1992.

## Complejo Termoeléctrico Jorge Lacerda
En 1965 entró en operación en el municipio el Complejo Termoeléctrico Jorge Lacerda de la empresa Engie Brasil, con una capacidad de 857MW de energía.